# MSI U270
O netbook MSI U270 é equipado com a APU AMD Brazos Zacate E-240, a combinação de um processador single-core com uma GPU mediamente avançada, a AMD Radeon HD 6310. Esta combinação representa o que há de mais moderno criado pela AMD para processamento em ultra-portáteis, e permite ao netbook reproduzir vídeos HD. Alcança 679 pontos no PCMark7, um desempenho dentro do esperado. Por outro lado, esta maior capacidade gráfica, aliada ao fato da bateria ter só três células e do equipamento empregar um processador single-core (menos eficiente que um dual-core), reduz consideravelmente o tempo de duração da bateria: apenas 85 minutos em uso intenso.
Sua tela anti-reflexo permite visualização perfeita em ambientes externos, sem reflexos na tela para atrapalhar.